# Powder Magazine
Powder Magazine es una localidad de Trinidad y Tobago, que forma parte de la región de Diego Martín.

## Geografía
La localidad abarca parte de la isla Trinidad y limita al norte con Four Roads y Waterhole, al sur con West Moorings y Cocorite (esta última localidad perteneciente a la ciudad de Puerto España), al este con Waterhole y Cocorite y al oeste con Victoria Gardens.

## Demografía
Datos demográficos de la localidad de Powder Magazine:
| Gráfica de evolución demográfica de Powder Magazine entre 2000 y 2011 |
|                                                                       |